# Koekelbergbasilikaen
Koekelbergbasilikaen (fransk: Basilique du Sacré-Coeur eller Basilique de Koekelberg, nederlandsk: Basiliek van het Heilig Hart eller Basiliek van Koekelberg) er verdens femtestørste kirke. Basilikaen er 89 meter høj, 167 meter lang og bygget i art deco-stil. Basilikaen er verdens største art deco-bygning.
Kirken ligger i kommunen Koekelberg, som er en del af hovedstadsregionen Bruxelles.

## Historie
Basilikaen blev bygget for at fejre Belgiens 75-årsjubilæum som selvstændig stat. Kong Leopold 2. lagde den første grundsten i 1905 og i 1971 stod bygningsværket færdigt.